# Vogelsang
Vogelsang è un comune di 720 abitanti del Brandeburgo, in Germania.

Appartiene al circondario dell'Oder-Sprea ed è parte della comunità amministrativa di Brieskow-Finkenheerd.

## Storia
Durante la seconda guerra mondiale, fu sede di un importante campo di prigionia denominato "Stalag Luft 1 Barth - Vogelsang".